# Carsten Waltjen
Johann Carsten Hinrich Waltjen (* 16. März 1814 in Bremen; † 15. August 1880 in Osterholz-Scharmbeck) war ein deutscher Unternehmer und Mitgründer der Werft AG Weser in Bremen. 

## Leben
Waltjen war das jüngste von sechs Kindern eines Kaufmanns, der eine Tabakfabrik und einen Manufakturwarenhandel betrieb. Er besuchte die Handelsschule Bremen und machte eine Maurerlehre – mit dem Ziel Architekt zu werden. Er studierte in Hannover und 1836 in Berlin, wandte sich dann dem Maschinenbau zu. Für einige Zeit arbeitete er in Großbritannien. 1841 kam er nach Bremen zurück. 
1842/1843 gründete er mit seinem Freund Heinrich Leonhardt auf der Stephanikirchenweide die Eisengießerei und Maschinenbau-Anstalt Waltjen & Leonhardt, die 1847 in Waltjen & Co. umbenannt wurde, als Leonhardt aus dem Unternehmen ausschied. Das Unternehmen stellte Dampfheizungen her, so auch für die St.-Ansgarii-Kirche in Bremen. Weiterhin wurden Stahlbrücken produziert, wie z. B. die Große Weserbrücke, aber auch Eisenbahnbrücken. Auch die ersten eisernen Schwimmtore in der Schleuse zum Neuen Hafen in Bremerhaven kamen von Waltjen & Co.
Schwerpunkt wurde der Bau von Eisenschiffen, unter anderem mit dem Passagierdampfer Roland und seit 1871 mit Schiffen, sogenannten Torpedodampfern als Vorläufer der Torpedoboote, für die Kaiserliche Marine. Die AG Weser entstand 1872, als Waltjen das Unternehmen in eine Aktiengesellschaft umwandelte. Waltjen wurde Mitglied im Aufsichtsrat der AG Weser.
Von 1853 bis 1873 war er auch Mitglied der Bremischen Bürgerschaft. Er wurde auf dem Waller Friedhof, Grablage R 156 beerdigt; 1943 erhielt die Grabanlage einen Granit-Obelisk. 
In Gröpelingen ist die Waltjenstraße nach ihm benannt. 